# Jan Peter Balkenende
Jan Pieter Balkenende Jr., detto Jan Peter (Kapelle, 7 maggio 1956), è un politico olandese, ministro-presidente dei Paesi Bassi dal 22 luglio 2002 al 14 ottobre 2010.

## Biografia

### Formazione, lavoro e primi passi in politica
Dopo essersi laureato in legge e storia alla Libera Università di Amsterdam, si iscrisse all'Appello Cristiano Democratico (CDA) e divenne consigliere comunale ad Amstelveen e professore del pensiero cristiano sociale nello stesso ateneo in cui aveva studiato. Entrò per la prima volta in parlamento nel 1998, quando il CDA era all'opposizione, ed a poco a poco divenne il responsabile di quasi tutti i settori interni al partito (economia, solidarietà sociale, giustizia, interni).
Il 1º ottobre del 2001 divenne presidente del gruppo parlamentare del CDA in sostituzione di Jaap de Hoop Scheffer ed il 3 novembre dello stesso anno completò la sua scalata al partito venendo nominato segretario nazionale dello stesso.

### Ministro-presidente
In occasione delle elezioni legislative del 2002 il CDA ottenne il 27,9% dei voti e Balkenende ministro-presidente; tuttavia il successo della lista di estrema destra fondata da Pim Fortuyn, che ebbe ben 26 seggi, gli impedì di formare un governo stabile.
Alle elezioni legislative del 2003 il CDA si rafforzò raggiungendo il 28,6% dei consensi, a fronte del 27,3% del Partito del Lavoro. Balkenende formò così un governo di coalizione con Partito Popolare per la Libertà e la Democrazia (VVD) e Democratici 66, formazioni che si erano precedentemente opposte a molte sue iniziative.

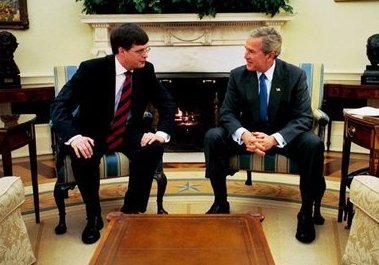
Incontro con Bush alla Casa Bianca nel 2004

Il 1º luglio del 2004 Balkenende è stato nominato presidente di turno dell'Unione europea.
Il 30 giugno del 2006, al termine di un aspro alterco sul tema dell'immigrazione tra il suo ministro dell'immigrazione, la conservatrice Rita Verdonk e la parlamentare progressista Ayaan Hirsi Ali i Democratici 66 tolsero la loro fiducia all'esecutivo ed a Balkenende non restò che dimettersi, annunciare nuove elezioni e varare un governo di transizione, sostenuto ormai dai soli CDA e VVD.
Nelle nuove consultazioni generali, che si tennero il 22 novembre del 2006, il CDA si confermò il primo partito olandese ma perse ancora qualcosa, attestandosi al 26,5% dei consensi; ciò, unito all'arretramento del VVD, rese impossibile la prosecuzione dell'alleanza con quest'ultimo partito, per cui, dopo alcuni mesi di stallo, si giunse alla formazione di una coalizione cristiano-sociale con l'Unione Cristiana ed i laburisti, con la benevola astensione del Partito Socialista.
In tal modo, Balkenende ha potuto annunciare alla nazione il 7 febbraio 2007 di aver proceduto alla formazione del suo quarto gabinetto, che però anche stavolta si doveva rivelare abbastanza debole, a causa dei continui contrasti tra CDA e PvdA. La tensione ha raggiunto il suo apice nel febbraio 2010, allorché l'esecutivo fu chiamato, anche dietro pressante richiesta della NATO, a prolungare la missione militare olandese in Afghanistan: divenuto chiaro che non solo la maggioranza dei parlamentari era contraria al provvedimento, ma che questo non veniva sostenuto neanche dallo stesso Partito del Lavoro, dopo un lunghissimo Consiglio dei ministri tenutosi nella notte tra 19 e 20 febbraio, Balkenende non ha avuto altra alternativa che le dimissioni e le elezioni legislative del 2010.

### Vita privata
Nel 1996 sposò l'avvocato Bianca Hoogendijk, che aveva conosciuto nel 1988, quando era assistente del gruppo della frazione parlamentare del CDA. Nei primi anni la coppia sposata viveva ancora a parte: solo dopo la nascita della figlia Amelie (1999) la coppia viveva insieme a Capelle aan den IJssel. Hoogendijk è la prima moglie olandese di un primo ministro a usare il proprio nome invece di usare quello di suo marito. È anche la prima consorte di un primo ministro che ha un lavoro fuori casa (lavora come docente universitaria in diritto del lavoro presso l'Università Erasmus di Rotterdam) e ha un dottorato.
Balkenende è un membro professato della Chiesa protestante nei Paesi Bassi (fino alla fusione del 2004 delle Chiese riformate nei Paesi Bassi). Durante la 35ª giornata EO-Youth, il 13 giugno 2009, ha detto: Ce n'è uno che ti dà sempre forza anche quando è difficile. Questo vale anche per me, in quanto Primo Ministro e io l'ho sperimentato regolarmente. Con, tra gli altri, l'ex presidente degli Stati Uniti Bill Clinton e l'ex primo ministro britannico Tony Blair Jan Peter Balkenende ha ripetutamente profilato se stesso come grande ammiratore e sostenitore del comunitarismo di Amitai Etzioni, e ha scritto la prefazione al libro di Etzioni "De nieuwe gulden regel" (Kampen, 2005; traduzione olandese di "The New Golden Rule: Community and Morality in a Democratic Society". New York, 1997).

## Curiosità
- Viene soprannominato, prima dai detrattori poi anche dai sostenitori, Harry Potter per via della sua somiglianza con il celebre maghetto.[non chiaro]

## Pubblicazioni
- Jan Peter Balkenende, Anders en beter. Pleidooi voor een andere aanpak in de politiek vanuit een christendemocratische visie op samenleving, overheid en politiek, Soesterberg : Aspekt, 2002, ISBN 90-5911-072-2
- Jan Peter Balkenende, Aan de kiezer. Brieven van Jan Peter Balkenende, Amsterdam : Bert Bakker, 2006, ISBN 978-90-351-3142-2
- Jan Peter Balkenende e.a., Een schrijnend gebrek. Een begin van een christelijk-sociale visie op rentmeesterschap, Utrecht : Kok, 2011, ISBN 978-90-435-0789-9